# The Subways
The Subways sono un gruppo indie rock inglese in attività dal 2003.

## Storia

### Gli inizi
I Subways cominciarono a suonare molto presto; Billy aveva 17 anni, Charlotte e Josh 15. Inizialmente, sotto il nome di Mustardseed, iniziarono a provare nella casa di Billy e Josh (i due sono fratelli, Josh porta il cognome della madre) canzoni di gruppi celebri come i Nirvana ed altri pezzi punk. Dopo aver cambiato il nome in Platypus parteciparono a piccoli concerti. Uno di questi live, allo Square di Harlow, fu registrato e venduto su CD al concerto.
Non appena si fecero conoscere, Billy in particolare, si stancò del numero di nomi differenti che la band usava. The Subways fu scelto come nome definitivo. Billy dichiarò: " Uno dei pochi posti dove sentivo di potermi rifugiare e trovare pace nella mia vecchia città di Welwyn Garden City, era un sottopassaggio. Lo frequentavo tra le pause dal lavoro e dal college". In quel luogo riusciva a sentirsi realmente libero dal lavoro ingrato della vita di tutti i giorni e pensò che fosse appropriato infondere questa "essenza di libertà" alla band. Durante questo periodo crea una stretta relazione con Charlotte Cooper.

### Registrazioni amatoriali
La band pubblicò molti demo ed EP sin dall'inizio. Per ogni nuova serie di canzoni che i Subway componevano, Billy Lunn insisteva che la band le registrasse. Ad ogni modo, essendo così giovani il gruppo non poteva permettersi uno studio per registrare. Così decisero di comprare un economico sistema di registrazione da poter tenere in casa. Infine la band creò un proprio sito personale, che Billy stesso costruì e mantenne, dove la band avrebbe potuto pubblicare sul web le proprie canzoni. Inoltre, grazie al sistema di registrazione casalingo, avevano ora circa 8 demo da mettere sul web e da mandare ai discografici di Londra e dintorni. I Subways iniziarono successivamente a suonare regolarmente dalle parti di Londra al Buffalo bar a Highbury & Islington.
Avere un piccolo studio di registrazione proprio si dimostrò utile anche nella produzione. Capirono che non solo i Subways ne avrebbe beneficiato, ma anche altre band locali potevano evitare di dover pagare i prezzi delle sale registrazioni vere e proprie. A questo punto Bill e Charlotte si imbatterono in un'opportunità che si sarebbe rivelata importante per la band. "Un giorno stavo registrando una band del posto e notai che non erano male, per cui chiesi loro se avevano intenzione di spedire questo materiale a qualche casa discografica di Londra, perché sapevo sarebbe piaciuto. Dissero che l'avrebbero mandata a Michael Eavis a Glastonbury, e chiesi perché... " Michael Eavis quell'anno stava gestendo una competizione tra band per suonare all'Other Stage, e i Subways decisero che sarebbe stata un'ottima idea. "Era solo un altro indirizzo a cui mandare il nostro cd. Tutto ciò che volevamo era suonare e questa era una grande opportunità. Il cd che spedimmo a Eavis era uno tra un mucchio di 30 che erano arrivati. Non ci saremmo mai immaginati che avremmo suonato a Glastonbury", afferma Cooper alla radio.

### Le tappe
Dopo Glastonbury, i Subways suonarono al Carling Weekend 2004 sia a Reading che a Leeds, e in seguito iniziarono il loro proprio tour nel Regno Unito composto da 35 spettacoli.
John Peel fu il primo DJ a far passare su National Radio (UK) il singolo 1am.
La band firmò un contratto con City Pavement & Infectious Records a fine 2004. il primo album, Young for Eternity, pubblicato il 4 giugno 2005, fu prodotto dal frontman dei Lightning Seeds, Ian Broudie. Il singolo di debutto Oh Yeah raggiunse la venticinquesima posizione nella classifica inglese nella settimana di distribuzione (21 marzo 2005).
I Subways sono apparsi durante il settimo episodio della terza stagione di O.C., suonando due canzoni, Rock & Roll Queen e Oh Yeah. Inoltre l'episodio inizia con I Want to Hear What You Have Got to Say in sottofondo.
Alcune delle tracce, come She Sun e  Rock & Roll Queen, sono state recentemente utilizzate per gli spot pubblicitari della Rimmel. Queen è apparsa nel 2007 nel film “Die Hard - Vivere o morire” e Oh Yeah nella commedia del 2008 Charlie Bartlett. Rock & Roll Queen è apparsa anche nel film "RocknRolla" del regista britannico Guy Ritchie.
La band ha posposto il tour nell'aprile 2006 a causa di alcuni noduli alle corde vocali di Billy. Hanno tenuto un concerto “segreto” alla Green Room di Welwyn Garden City venerdì 16 giugno, con il nome di The Audrey Hepburns, e come gruppo spalla dei Foo Fighters a Manchester al Lancashire County Cricket Ground domenica 18 giugno (insieme con Eagles of Death Metal, Angels & Airwaves and The Strokes), e sono recentemente tornati in tour.
Nell'estate del 2006 la band ha viaggiato nel Nord America facendo numerose apparizioni. Tra queste l'apertura dei concerti dei Taking Back Sunday e Angels & Airwaves e suonando al Late Show With David Letterman e al Late Night with Conan O'Brien. Il 4 agosto hanno partecipato al Lollapalooza, e il giorno seguente al Street Scene di San Diego. Il 7 agosto sono apparsi anche al Late Late Show with Craig Ferguson.
Il 25 agosto sono tornati ai Festival di Reading e Leeds, questa volta sul palco principale.
Il 19 marzo 2007 il Mean Fiddler ha confermato che la band avrebbe suonato ai Festival di Reading e Leeds questa volta sul palco di Radio 1.
Il 15 maggio la band annuncia la data con la quale sarebbe iniziata la registrazione del loro secondo album, il 4 giugno. La band comincia a registrare a Los Angeles, California con il produttore Butch Vig. Il gruppo ha scritto circa venticinque tracce che sarebbero state registrate in diversi mesi.
Nell'agosto 2007 la band torna in UK e suona una serie di piccoli concerti nei quali viene fatto ascoltare il nuovo materiale, prima di suonare ai Festival di Reading e Leeds.
Il 3 settembre 2007 i Subways tornano a Los Angeles per completare il secondo album.
Il 17 ottobre 2007 la band finisce di registrare All or Nothing.
Il 25 gennaio 2008 il gruppo annuncia diverse date nel Regno Unito.
Il 18 febbraio 2008 viene registrato un video live al Stoke Sugarmill per il primo singolo, Girls and Boys.
Il 25 marzo 2008 sul sito della band è stato reso disponibile per il download gratuito, il primo singolo Girls and Boys estratto dal secondo album All or Nothing, in uscita a giugno 2008.
Il 30 agosto 2008 partecipano al festival "Rock Am See" a Costanza, nel sud della Germania, assieme a band come Iggy Pop and The Stooges e Bad Religion.
Il 13 giugno 2009 si esibiscono per la prima volta in Italia al Rock in Idro come una delle band di apertura, ottenendo un discreto successo.
Il 17 giugno 2011 dopo tre anni d'attesa pubblicano il nuovo singolo It's A Party scaricabile gratuitamente dal loro sito. Sarà anche la prima traccia estratta dal terzo album della band che si chiamerà Money and Celebrity.
Un mese dopo, esattamente il 18 agosto, con un annuncio di Billy sul sito ufficiale della band, si annunciava l'uscita del nuovo singolo We Don't Need Money To Have A Good Time estratto dal terzo album in uscita a settembre dello stesso anno.

## Formazione
- Billy Lunn - chitarra, voce
- Charlotte Cooper - basso, seconda voce
- Josh Morgan - batteria

## Discografia

### Album studio
- 2005 - Young for Eternity
- 2008 - All or Nothing
- 2011 - Money and Celebrity
- 2015 - The Subways

### EP
- The Platypus
- I Lost You to the City
- Summertime
- Rock & Roll Queen
- No Heart No Soul
- Young For Eternity
- At 1am
- Milk
- Mary
- Live at Birmingham Academy
- The Live Videos (solo su iTunes)
- Live and Acoustic In Magdeburg (solo su iTunes)

### Singoli
- 1am - Transgressive Records - 500 copie in vinile
- Oh Yeah - Pubblicato il 21 marzo 2005 - UK #25
- Rock & Roll Queen - Pubblicato il 20 giugno 2005 - UK #22 - ITA #37
- With You - Pubblicato il 12 settembre 2005 - UK #29
- No Goodbyes - Pubblicato il 12 dicembre 2005 - UK #27
- Girls & Boys - Pubblicato il 17 marzo 2008
- Alright - Pubblicato il 2 giugno 2008
- It's A Party! - Pubblicato il 17 giugno 2011
- We Don't Need Money To Have Good Time - Pubblicato il 18 agosto 2011